# AppleWin
AppleWinはオープンソースのApple II エミュレータ。

## 概要
Windowsで動作するApple II / IIe エミュレータ。オリジナルはMike O'Brienにより作成され（最終リリースはバージョン1.10.4）、その後Tom Charlesworthによりバージョンアップが進められた。
2014年9月8日にリリースされたバージョン1.25.0.3にて、開発プロジェクトがBerliOSオープンソース支援プロジェクトからGitHubに移管され、同時に次バージョンから開発環境をVisual Studio 2008 Expressに移行する旨がアナウンスされ、Windows 98/Meをサポートする最終バージョンとなった。
2021年4月18日にリリースされたバージョン1.30.0.0にて開発環境がVisual Studio 2019に変更され、動作対象OSがWindows XP以降のみとなった。

## 主な機能
- II / II Plus / J-Plus / IIe / Enhanced IIe /クローン機のエミュレート
- カラーバースト切り替え（カラー/モノクロ）
- 80カラム/ダブルハイレゾ表示
- ジョイスティック入力（GAME I/O）
- RAMworks III Card（AUXスロット）
- Apple 16K Language Card（スロット0）
- Saturn 64K/128K RAM Card（スロット0）
- パラレルプリンターカード（スロット1）
- Apple Super Serial Card（スロット2）
- Uthernet Network Card（スロット3）
- マウスインターフェースカード（スロット4）
- Microsoft CP/M SoftCard（スロット5）
- Mockingboard C サウンドカード（スロット4/5）
- Phasor サウンドカード（スロット4）
- フロッピーディスクコントローラ（スロット5/6）
- ハードディスクコントローラ（スロット7）
- No-Slot Clock（Dallas SmartWatch DS1216）

## その他
Siella Gamesのホームページでは、作者自身によりパブリックドメインにされたApple II 版ミステリーハウスのディスクイメージがAppleWinと一緒に配布されている。